# Sintetizador

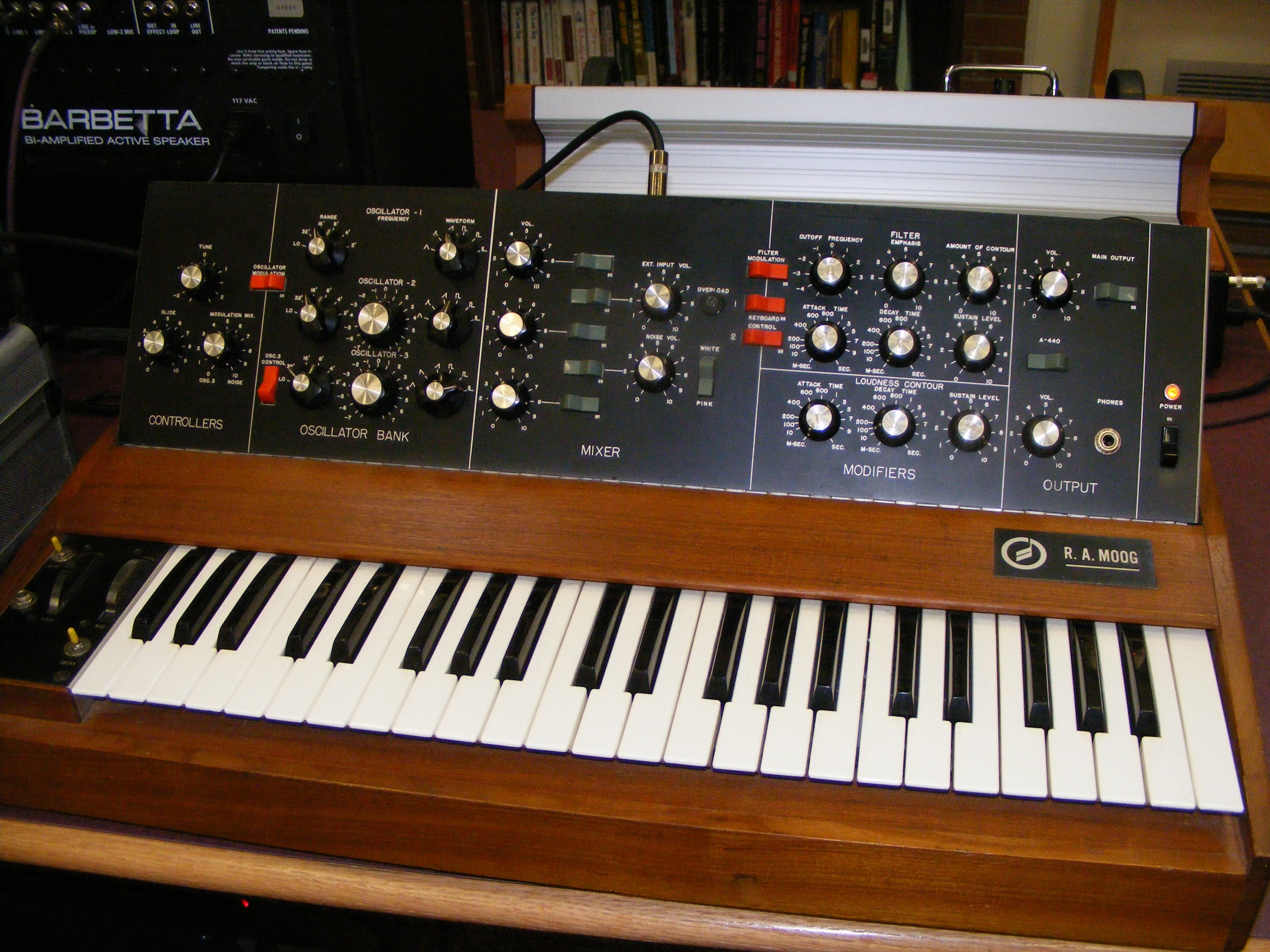
Primeros sintetizadores Minimoog de RA Moog Inc. (1970).

Un sintetizador es un instrumento musical de tipo electrónico que, a través de circuitos, genera señales eléctricas que luego son convertidas a sonidos audibles. Una característica que diferencia al sintetizador de otros instrumentos electrónicos es que sus sonidos pueden ser creados y modificados. Los sintetizadores pueden imitar otros instrumentos o generar nuevos timbres. Usualmente son ejecutados a través de un teclado. Los sintetizadores que no cuentan con algún tipo de controlador son llamados "módulos de sonido" (o en el caso de ser módulos verticales aislados en formato rack: modulares) y son controlados a través de MIDI o control de voltaje. No debe confundirse el concepto de módulo de sonido (un sintetizador sin teclado, gobernado por una entrada MIDI) con el de sintetizador modular, que habitualmente son dispositivos analógicos completos, aunque divididos a su vez en módulos.
Los sintetizadores usan varios métodos para generar y procesar una señal, pudiendo ser de forma analógica o digital. Entre las más populares técnicas de síntesis están: síntesis aditiva, síntesis substractiva, de modulación de frecuencia, de modelado físico, modulación de fase y síntesis basada en samples. Otras formas no tan comunes de síntesis (ver Tipos de síntesis) incluyen síntesis subarmónica, una variante de la síntesis aditiva a través de subarmónicos (usada por el mixture Trautonium), y síntesis granular, una síntesis basada en samples a través de síntesis de sonidos, generalmente da como resultado paisajes sonoros.

### Primeros instrumentos eléctricos
Uno de los primeros instrumentos eléctricos, el "telégrafo musical", fue inventado por el ingeniero eléctrico Elisha Gray quien solicitó una patente el 27 de enero de 1876. Accidentalmente descubrió la generación de sonidos a través de la propia vibración de un circuito electromagnético, e inventó un oscilador básico de una nota. Este "telégrafo musical" usó una lengüeta de acero con oscilaciones creadas por electromagnetos transmitidas por una línea telegráfica. Gray también implementó una bocina sencilla en los siguientes modelos. Constaba de un diafragma que vibraba en un campo magnético, haciendo al oscilador audible.
Este instrumento fue un instrumento musical electromecánico remoto que usaba telegrafía y un zumbador eléctrico que puede generar un timbre con un sonido fijo. Sin embargo, carecía de una función de síntesis de sonido arbitraria. Algunos erróneamente lo han llamado "El primer sintetizador".

### Primeros sintetizadores auditivos – órganos de rueda tonal
En 1897, Thaddeus Cahill inventó el telearmonio (o dinamófono) el cual usaba dinamos (antiguos generadores eléctricos), era capaz de realizar síntesis aditiva como el órgano Hammond, el cual fue inventado en 1934. Sin embargo, el negocio de Cahill no fue exitoso debido a varias razones (el tamaño del sistema, la rápida evolución de los electrónicos, diafonía en la línea telefónica, etc.), e instrumentos similares pero más compactos que subsecuentemente fueron desarrollados, como los órganos de rueda tonal.

### Surgimiento de la electrónica y los primeros instrumentos electrónicos
Centro: Ondes Martenot (7G model; 1978).
En 1906, el ingeniero estadounidense Lee De Forest, guiado por la "era de los electrónicos", inventó el primer bulbo amplificador, llamado Audión. Esto llevó al desarrollo de nuevas tecnologías del entretenimientos, incluyendo la radio y el cine sonoro. Estas nuevas tecnologías también influenciaron a la industria de la música resultando en varios de los primeros instrumentos musicales electrónicos que usaron bulbos, incluyendo:
- Audion piano por Lee De Forest in 1915[8]
- Theremin por Léon Theremin in 1920[9]
- Ondes Martenot  por Maurice Martenot in 1928
- Trautonium por Friedrich Trautwein in 1929

La mayoría de los primeros instrumentos usaron "circuitos heterodinos" para producir audiofrecuencias, y estaban limitados por sus capacidades de síntesis. Ondes Martenot y Trautonium se encontraron en un desarrollo continuo por varias décadas, finalmente desarrollaron cualidades similares a sintetizadores posteriores.

### Sonido gráfico
En la década de 1920, Arseny Avraamov desarrollo varios sistemas de sonido gráfico, y sistemas similares al sonido gráfico fueron desarrollados alrededor del mundo, como los vistos en Holzer, 2010. En 1938, el ingeniero de la URSS Yevgeny Murzin diseñó una herramienta de composición llamada ANS, fue uno de los primeros sintetizadores aditivos en tiempo real usando optoelectrónicos. Aunque su idea de reconstruir el sonido a partir de su imagen era muy simple, el instrumento no fue llevado a cabo hasta después de 20 años, en 1958, Murzin era "un ingeniero que trabajó en áreas no relacionadas a la música" (Kreichi, 1997).

### Síntesis substractiva y sintetizadores polifónicos
En la década de los treinta y cuarenta, los elementos básicos requeridos para la síntesis sustractiva analógica moderna— osciladores, filtros, controles de envolventes, y varias unidades de efectos— ya habían aparecido y fueron implementadas en varias instrumentos electrónicos.
Los primeros sintetizadores polifónicos fueron desarrollados en Alemania y en Estados Unidos. El órgano Warbo Formant fue desarrollado por Harald Bode en Alemania en 1937, era un teclado de cuatro teclas/voces con dos filtros de formantes y un control dinámico de envolventes y posiblemente manufacturado comercialmente por una fábrica en Dachau, acorde a 120 years of Electronic Music,. El "Novachord" de la marca Hammond fue lanzado en 1939, era un teclado electrónico que usaba doce sets de osciladores por octava con divisores de octavas para generar el sonido, con vibrato, un resonador con banco de filtros y un controlador de envolventes dinámico. Durante los tres años que Hammond manufacturó este modelo, 1069 unidades fueron enviadas, pero la producción fue detenida debido al inicio de la Segunda Guerra Mundial. Ambos instrumentos fueron antecesores de los órganos electrónicos y los sintetizadores polifónicos.

### Teclados electrónicos monofónicos
Durante los cuarenta y cincuenta, antes de que fueran populares los órganos electrónicos y se introdujeran de los órganos combo, un número de instrumentos monofónicos portátiles con pequeños teclados fueron desarrollados y comercializados. Estos pequeños instrumentos consistían de un oscilador electrónico, un efecto de vibrato, filtros pasivos, etc., y la mayoría de ellos paréntesis (a excepción del Clavivox) fueron diseñadas para el uso con ensambles convencionales, en lugar de instrumentos experimentales para estudios de música electrónica que después estarían involucrados en sintetizadores modernos. Algunos de estos pequeños instrumentos son:
- Solovox (1940) por la compañía Hammond: un aditamento para instrumento con teclado monofónico que consistía en un gran gabinete de tonos con una pequeña unidad del teclado, tenía la intención de acompañar pianos con una voz monofónica principal de órgano o con un sonido orquestal.
- Multimonica (1940) diseñada por Harald Bode y producida por Hohner: un instrumento con dos teclados que consistía en un armonio eléctrico en la parte de abajo y un sintetizador monofónico de ondas diente de sierra en la parte superior.
- Ondioline (1941) diseñado por Georges Jenny en Francia.
- Clavioline (1947) diseñado por Constant Martin, producido por Selmer y Gibson, etc., este instrumento fue incluido en varias grabaciones populares de los años 60, incluyendo "Runaway" (1961) de Del Shannon, "Telstar" (1962) de The Tornados y "Baby, You're a Rich Man" (1967) de The Beatles.
- Clavivox (1952) por Raymond Scott.

### Otras innovaciones
A finales de la década de los cuarenta, el inventor y compositor canadiense Hugh Le Caine inventó el Electronic Sackbut, héroe de los primeros instrumentos en permitir controlar en tiempo real tres aspectos del sonido (volumen, tono y timbre), hoy en día, sensibilidad a la presión, perilla de tono. Los controladores inicialmente fueron implementados como "teclados sensibles a la presión multidimensionales" en 1945, después fueron cambiados a un grupo pícaro de controladores recuperados por la mano izquierda en 1948.
En Japón, a inicios de 1935, Yamaha lanzó el Magna organ, un instrumento con teclado multi-tímbrico construido a partir de pastillas y orificios soplados de manera eléctrica. Era similar al armonio electrostático desarrollado por Frederick Albert Hoschke en 1934 y manufacturado por Everett y Wurlitzer hasta 1961.
Sin embargo, al menos un japonés no estaba satisfecho con esa situación en ese entonces. En 1949, el compositor japonés Minao Shibata discutió acerca del "concepto de un instrumento musical con un alto nivel de ejecución que pudiera sintetizar cualquier tipo de ondas sonoras", y que "..fuese operado de manera sencilla", prediciendo que con tal instrumento, "...la escena de la música cambiaría de manera drástica".

### Estudios de música electrónica como sintetizadores de sonido
Después de la Segunda Guerra Mundial, la música electrónica, incluida la música electroacústica y la música concreta fue creada por compositores contemporáneos, y numerosos "estudios de música electrónica" fueron establecidos en todo el mundo, especialmente en Bonn, Colonia, París y Milán. Estos estudios estaban comúnmente repletos de equipos electrónicos incluyendo osciladores, filtros, cintas, consolas de audio, etc., y todo el estudio funcionaba como un solo sintetizador de sonidos.

#### Origen del término "sintetizador de sonido"
Entre 1951 y 1952, RCA produjo una máquina llamada "sintetizador de música electrónica"; sin embargo, era una "máquina de composición", debido a que no producía los sonidos en tiempo real.
RCA desarrolló el primer "sintetizador de sonidos programable", RCA Mark II Sound Synthesizer instalándolo en Columbia-Princeton Electronic Music Center en 1957. Compositores prominentes incluyendo a Vladimir Ussachevsky, Otto Luening, Milton Babbitt (Composition for Synthesizer, 1961; Ensembles for Synthesizer, 1964), Halim El-Dabh, Bülent Arel, Charles Wuorinen y Mario Davidovsky usaron el sintetizador de RCA en varias de sus composiciones. Icónica fue la grabación de Tragoedia (1968), de Andrew Rudin con Nonesuch Records y Turnabout Records.

### Del sintetizador modular a la música popular
Entre 1959 y 1960, Harald Bode desarrolló un sintetizador modular y un procesador de sonidos, y en 1961, escribió explorando el concepto de un sintetizador modular portátil usando las nuevas tecnologías de los transistores. Sus ideas fueron retomadas por Donald Buchla y Robert Moog en Estados Unidos y Paul Knetoff en Italia al mismo tiempo: entre ellos, Moog es conocido como el primer diseñador de sintetizadores que popularizó la técnica de "control de voltaje" en instrumentos musicales analógicos. En paralelo al trabajo de Moog, Buchla y Ketoff otros lutieres electrónicos se encontraban desarrollando invenciones alrededor de esta idea en distintas partes del mundo. A mediados de la década del sesenta Raúl Pavón Sarrelangue desarrolla en México un sintetizador analógico al que bautiza "Omnifón". El autor explicará en su libro (décadas más tarde) que este sintetizador poseía un “un oscilador de ondas senoidal, cuadrada y rampa, variables continuamente entre 10 hz y 20 kHz, y con una pureza de onda que no he visto hasta la fecha en ningún sintetizador comercial”. Tenía además “un generador de envolvente, una serie de filtros tímbricos, un generador de ruido blanco y otras facilidades”. Sin embargo el Omnifón no logró trascender el hecho de ser un invento aislado desarrollado para uso personal. Pavón Sarrelangue explica amargamente el destino del instrumento: "¿Mis aparatos?, bueno, el tiempo ha pasado y no tienen más valor ahora, si acaso, que el de haber sido los precursores de la música electrónica en México, si es que no existe algún otro ingeniero más fracasado que yo, con instrumentos más antiguos. También representan una industria más que murió sin haber nacido, por obra y gracia de nuestra apatía e indiferencia tradicionales (se ofreció la fabricación a varios fabricantes de equipo electrónico). Así, el teclado electrónico volvió a su mudez primitiva, ante las voces potentes de Moog, Buchla, EMS... y todos los que a cada momento irrumpen con nuevas ideas y con capitales y apoyo para su fabricación y comercialización, que seguramente encontrarán una aceptación calurosa en ambientes más progresistas que el nuestro".

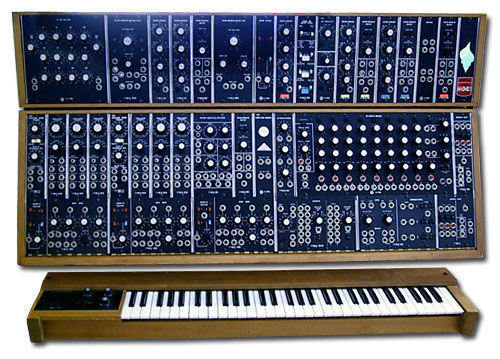
El Sintetizador moog de los 1960-70.

Robert Moog construyó su primer prototipo entre 1963 y 1964, y fue encargado por Alwin Nikolais Dance Theater en Nueva York; mientras que Donald Buchla fue comisionado por Morton Subotnick.  Hasta finales de los años sesenta y principios de los años setenta, el desarrollo de componentes de estado sólido pequeños permitieron a los sintetizadores ser instrumentos portátiles, como lo había propuesto Harald Bode en 1961. A inicios de la década de los ochenta, las compañías estaban vendiendo versiones compactas y de bajo precio de los sintetizadores para el público. Esto, junto con el desarrollo del protocolo Musical Instrument Digital Interface (MIDI), hizo más fácil integrar y sincronizar sintetizadores y otros instrumentos electrónicos para su uso en la composición musical. En los noventa, los emuladores de sintetizadores comenzaron a aparecer para computadoras, conocidos como sintetizadores de software. Posteriormente, VST's y otros plugins eran capaces de emular el hardware de sintetizadores clásicos hasta cierto punto.
El sintetizador tuvo un considerable efecto sobre la música del siglo XX. Micky Dolenz de The Monkees compró uno de los primeros sintetizadores Moog. La banda fue la primera en lanzar un álbum implementando el sintetizador Moog con Pisces, Aquarius, Capricorn & Jones Ltd. en 1967, el cual llevó a ser número uno en las listas. El álbum The In Sound From Way Out! de Perrey and Kingsley usando el moog y cintas fue lanzado en 1966. Unos meses después, los Rolling Stones con "2000 Light Years from Home" y la canción principal del álbum "Strange Days" (1967) de The Doors también incluyeron un Moog, tocado por Brian Jones y Paul Beaver respectivamente. En el mismo año, Bruce Haack construyó un sintetizador casero que mostró en Mister Rogers Neighborhood. El sintetizador incluía un sampler que grababa, almacenaba, tocaba y repetía sonidos controlados por switches, sensores de luz y el contacto con la piel humana. Switched-On Bach (1968) de Wendy Carlos, grabado utilizando sintetizadores Moog, influenció a diferentes músicos de la época y es una de las grabaciones más populares de música clásica, junto con los discos de Isao Tomita (en particular Snowflakes are Dancing de 1974), quien al inicio de la década de los setenta utilizó sintetizadores para crear nuevos sonidos artificiales (en lugar de usar instrumentos reales). 
El sonido del Moog alcanzó el mercado masivo con "Bookends" (1968) de Simon and Garfunkel y "Abbey Road" de The Beatles el siguiente año; cientos de grabaciones populares siguientes utilizaron sintetizadores, frecuentemente el Minimoog. Los halcones de música electrónica de Beaver and Krause, Tonto's Expanding Head Band, The United States of America y White Noise llegaron a alcanzar una considerable audiencia y músicos pertenecientes al género de rock progresivo como Richard Wright de Pink Floyd y Rick Wakeman de Yes comenzaron a utilizar los nuevos sintetizadores portátiles de manera activa. Stevie Wonder y Herbie Hancock también contribuyeron a la popularidad de los sintetizadores en la música afroamericana. Entre los primeros usuarios se encontraban a Keith Emerson de Emerson, Lake & Palmer, Todd Rundgren, Pete Townshend y Vincent Crane de The Crazy World of Arthur Brown. En Europa, el primer sencillo número uno y en incluir un Moog de manera prominente fue Son of My Father (1972) de Chicory Tip.

### Teclados polifónicos y la revolución digital

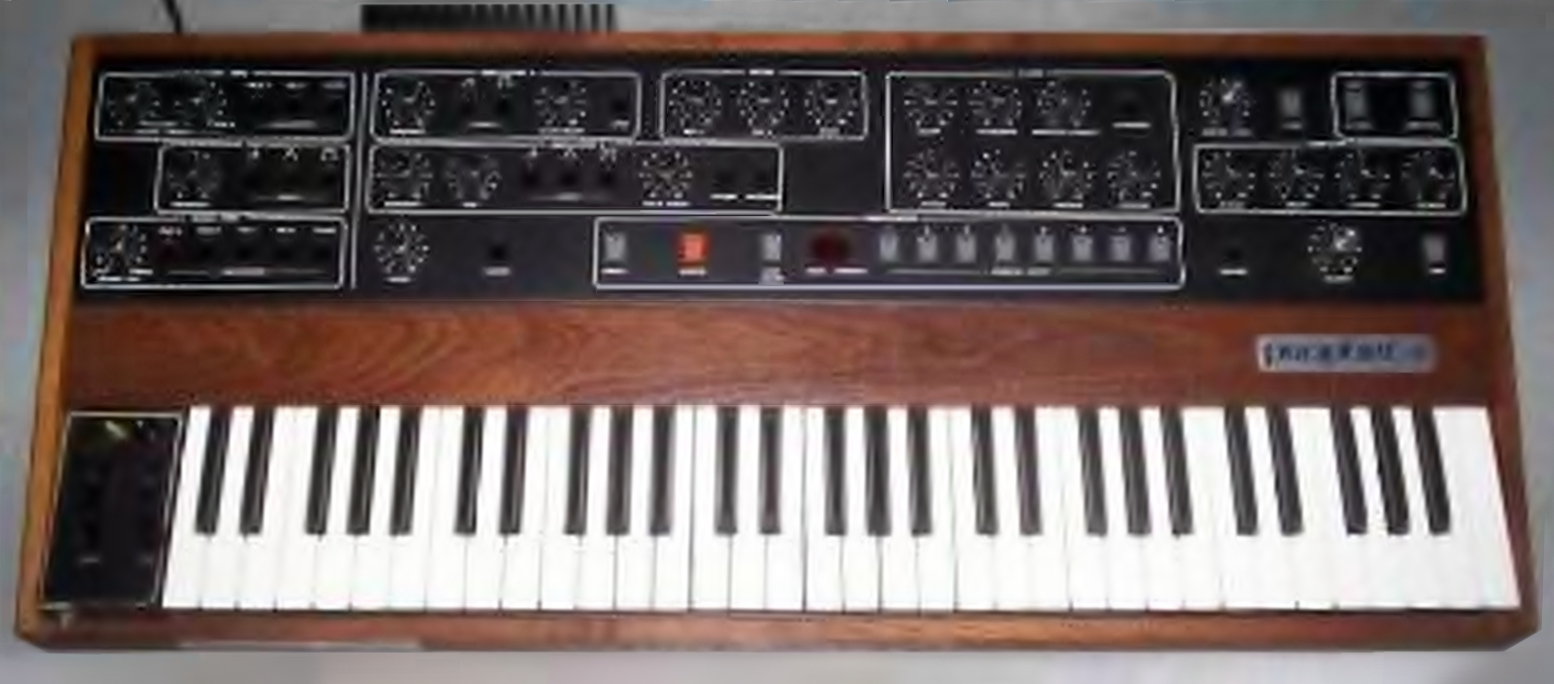
Prophet-5 un sintetizador de finales de los años setenta y principios de los ochenta.

En 1978, el éxito del Prophet-5, un sintetizador polifónico con un microprocesador controlado por teclado, ayudó a la adaptación de los sintetizadores hacia un entorno más moderno, en comparación a las unidades modulares y más enfocado a instrumentos con teclado pequeños. Este factor ayudó a acelerar la integración de los sintetizadores en la música popular, un cambio desde el Minimoog, y posteriormente ARP Odyssey. Los primeros instrumentos electrónicos polifónicos de los setenta, comenzaron como sintetizadores de cuerdas antes de avanzar a multi-sintetizadores incorporando funciones monopólicas y más, gradualmente pasaron de moda por nuevos modelos sintetizadores que permitían asignar notas. Estos sintetizadores polifónicos fueron principalmente manufacturados en Estados Unidos y Japón a mediados de los años setenta y principios de los años ochenta, como Yamaha CS-80 (1976), Oberheim polyphonic y Oberheim OB-X (1975 y 1979), Prophet-5 (1978), y Roland Jupiter-4 y Roland Jupiter 8 (1978 y 1981).

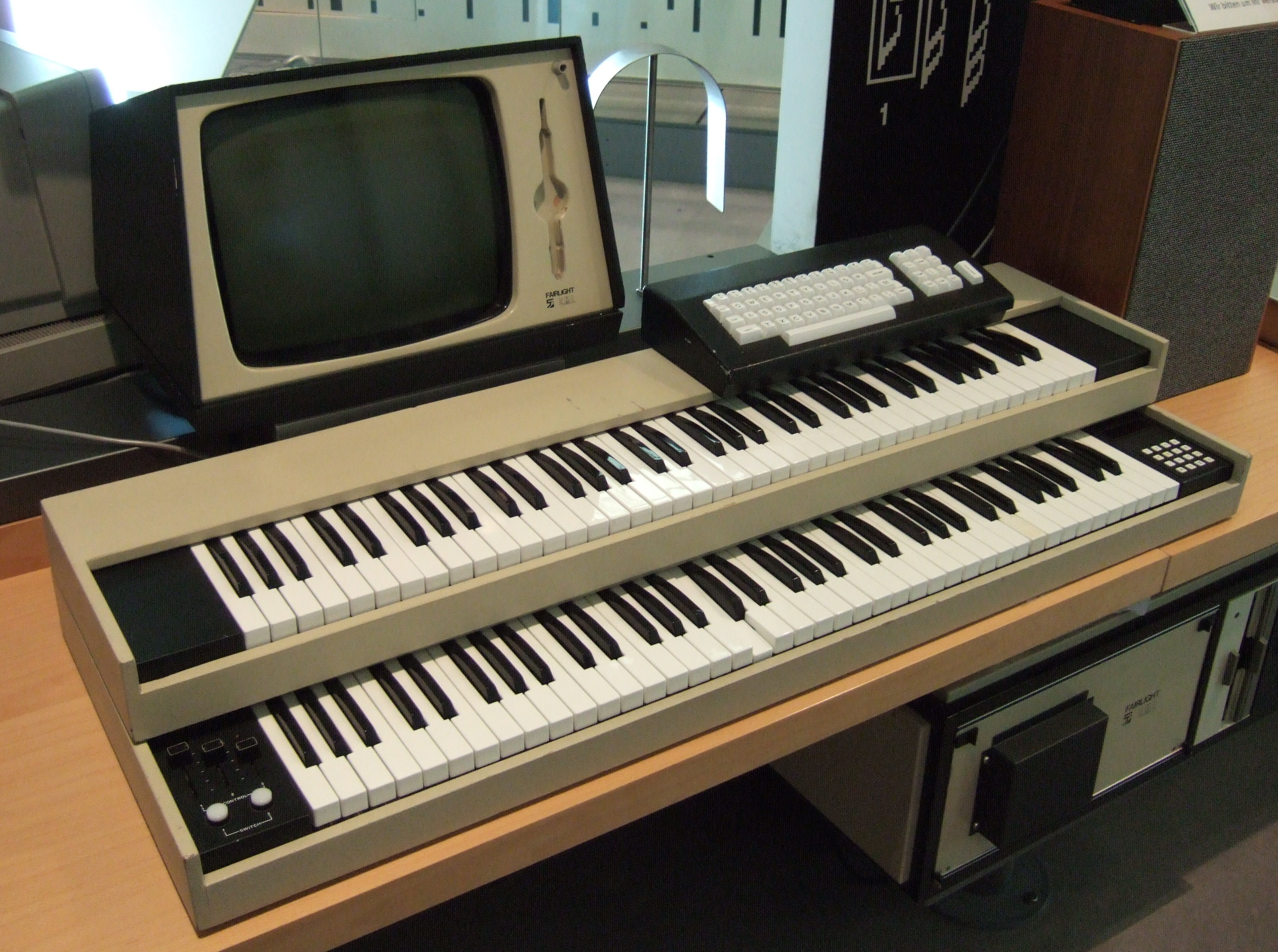
El Fairlight CMI de finales de los setenta y principios de los ochenta.

Para finales de los años setenta, los sintetizadores digitales y los samplers llevaron al mercado mundial (y son vendidos hoy en día), como resultado de una investigación y desarrollo. Comparados con los sonidos de los sintetizadores analógicos, los amigos digitales producidos por estos nuevos instrumentos tenían un número diferente de características: un ataque más claro y sonidos definidos, con una calidad tonal con contenido enarmónico, y un complejo control de la textura del sonido, entre otras. Mientras que estos nuevos instrumentos eran costosos, estas características eran adaptas por los músicos de manera rápida, especialmente en Reino Unido y en Estados Unidos. Esto llevó a una tendencia en relación con la producción musical utilizando sonidos digitales y sentó las bases para el desarrollo de instrumentos digitales de bajo coste populares en la siguiente década. Instrumentos relativamente exitosos, cada uno vendiendo cientos de unidades por serie, incluyendo el NED Synclavier (1977), Fairlight CMI (1979), E-mu Emulator (1981) y PPG Wave (1981).
Algunos de los primeros sintetizadores digitales y samplers digitales exitosos introducidos a finales de los años setenta y a inicios de los ochenta (vendiendo cada uno cientos de unidades por series) son:
- NED Synclavier (1977-1992) por New England Digital, basado en la investigación de Dartmouth Digital Synthesizer desde 1973.
- Fairlight CMI (1979-1988, más de 300 unidades) en Sídney, basado en los primeros desarrollos de Qasar M8 por Tony Furse en Canberra desde 1972.
- Yamaha GS-1, GS-2 (1980, alrededor de 100 unidades) y CE20, CE25 (1982) en Hamamatsu, basado en la investigación de síntesis por modulación de frecuencias por John Chowning entre 1967-1973 y los primeros desarrollos del TRX-100 y Programmable Algorithm Music Synthesizer (PAMS) por Yamaha entre 1973-1979.(Yamaha, 2014)
- E-mu Emulator (1981-2000s) en California, vagamente basado en la noción de síntesis mediante tabla de ondas visto en el lenguaje de programación MUSIC-N en los sesenta.
- PPG Wave (1981-1987, alrededor de 1000 unidades) en Hamburgo, basado en síntesis mediante tabla de ondas previamente implementada en PPG Wavecomputer 360, 340 y 380 en 1978.

La mayoría de los productos en esta lista aún se venden en el siglo XXI, ej. Yamaha DX200 en 2001, E-mu Emulator X en 2009, Fairlight CMI 30A en 2011 y los productos de síntesis mediante tabla de ondas por Waldorf como nuevas versiones de PPG Wave. 

La historia de la síntesis aditiva también representa una importante investigaciones en relación con la síntesis digital, que no está en la lista anterior debido a la falta de éxito comercial; la mayoría de los productos en la lista anterior, y aun el Vocaloid de Yamaha (EpR basado en síntesis de modelado espectra) en 2003 fue influenciado por ella. </ref>

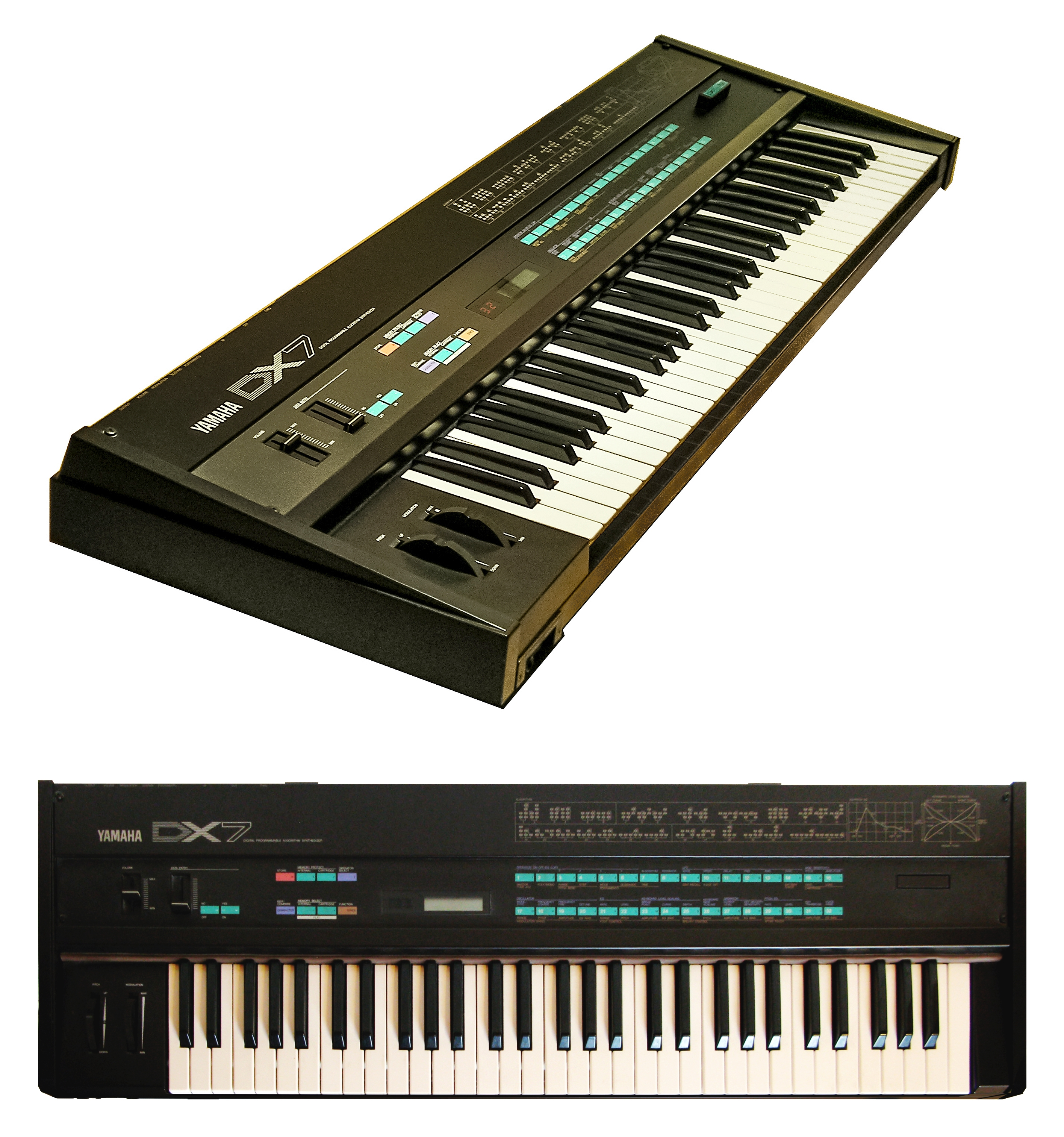
El Yamaha DX7 de 1983.

En 1983, sin embargo, el revolucionario sintetizador digital DX7 de Yamaha predominó a través de la música popular, llevando a la adopción y el desarrollo de sintetizadores digitales de varias maneras durante los ochenta y el rápido decline de la tecnología de los sintetizadores analógicos. En 1987, la compañía Roland lanzó el sintetizador Roland D-50, el cual combinaba la ya existente síntesis mediante muestreado y los efectos digitales incluidos, mientras que el popular Korg M1 (1988) precedió la era de los sintetizadores con estación de trabajo, basado en muestras de sonidos ROM para componer y secuenciar canciones completas, en lugar de la síntesis tradicional de sonido.

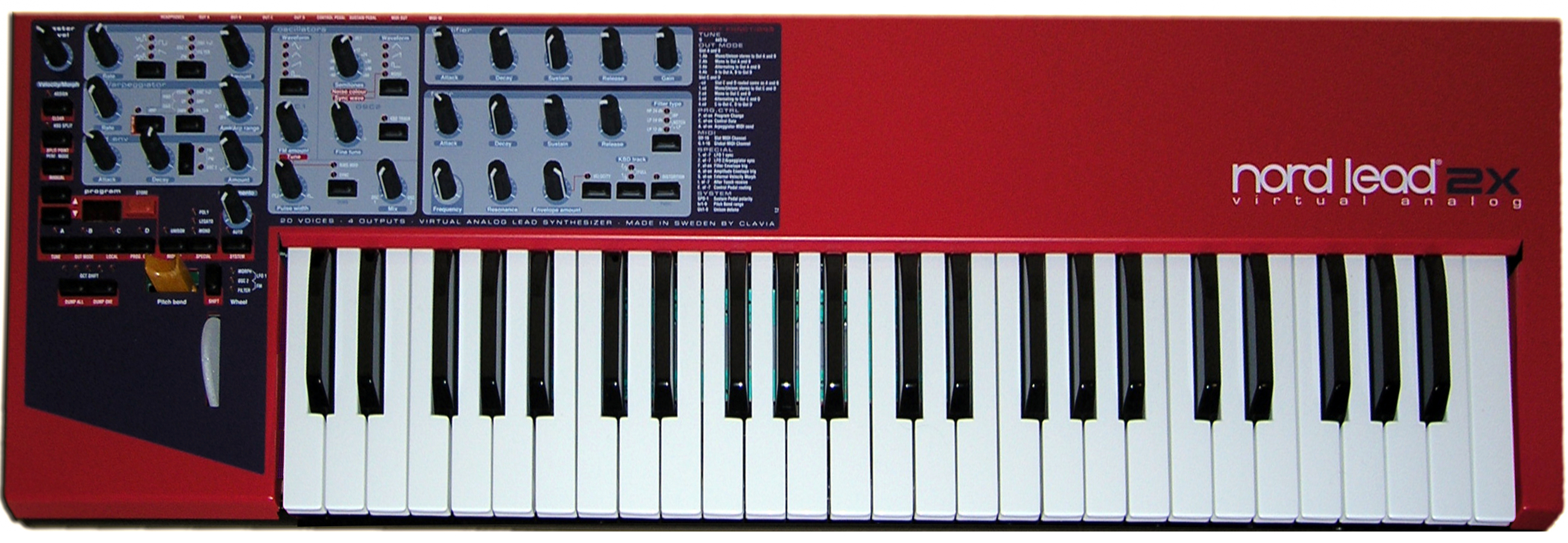
La serie Clavia Nord Lead lanzada en 1995.

A lo largo de los noventa, la popularidad de la música dance empleando sonidos analógicos, y la aparición de sintetizadores analógicos digitales para recrear estos sonidos, y el desarrollo del sistema sintetizador modular Eurorack, inicialmente introducido con el Doepfer A-100 y desde entonces adoptado por otros fabricantes, todo contribuyó al resurgimiento del interés de la tecnología análógica. La llegada del nuevo milenio vio nuevas mejoras en la tecnología que llevaron a la popularidad de sintetizadores de software. En los 2010, nuevos sintetizadores analógicos, incluyendo un teclado y en su forma modular, fueron lanzados junto con instrumentos digitales.

## Impacto en la música popular
Durante los setenta, Jean Jacques Perrey, Jean Michel Jarre, Gary Numan y Vangelis lanzaron álbumes exitosos donde los sintetizadores eran prominentes. A través del tiempo, esto ayudó a influenciar el surgimiento del synthpop, un subgénero de la música new wave, a finales de los setenta. El trabajo de bandas de música electrónica alemanas como Kraftwerk (1970) y Tangerine Dream, artistas británicos como Gary Numan y David Bowie y la banda japonesa Yellow Magic Orchestra fueron una influencia para el desarrollo del género. Los éxitos "Are 'Friends' Electric?" y "Cars" (1979) de Gary Numan usaron en gran parte los sintetizadores. "Enola Gay" (1980) de OMD usó una distintiva percusión electrónica y una melodía sintetizada. Soft Cell usó una melodía sintetizada en su éxito de 1981 "Tainted Love". Nick Rhodes, tecladista de Duran Duran, usó varios sintetizadores incluyendo el Roland Jupiter-4 y Jupiter-8.
Éxitos en las listas incluyen "Just Can't Get Enough" (1981) de Depeche Mode, "Don't You Want Me" de The Human League y "Flashdance... What a Feeling" (1983) de Giorgio Moroder para Irene Cara. Otros grupos notorios dentro del synthpop son New Order, Visage, Japan, Ultravox, Spandau Ballet, Culture Club, Eurythmics, Yazoo, Thompson Twins, A Flock of Seagulls, Heaven 17, Erasure, Soft Cell, Blancmange, Pet Shop Boys, Queen, Bronski Beat, Kajagoogoo, ABC, Naked Eyes, Devo y los primeros materiales de Tears for Fears y Talk Talk. Giorgio Moroder, Howard Jones, Kitaro, Stevie Wonder, Peter Gabriel, Thomas Dolby, Kate Bush, Dónal Lunny, Deadmau5, Frank Zappa y Grimes también utilizaron sintetizadores. El sintetizador se convirtió en uno de los instrumentos más importantes de la industria de la música.

## Tipos de síntesis

La síntesis aditiva fue utilizada en instrumentos como el Telearmonio en 1900 y el órgano Hammond en 1930

La síntesis aditiva construye sonidos a partir de la suma de ondas (que usualmente están armónicamente relacionadas). Los primeros ejemplos analógicos de síntesis aditiva están en el telearmonio y en el órgano Hammond. Para implementar la síntesis aditiva en tiempo real, la síntesis mediante tabla de ondas fue de gran ayuda debido a las limitaciones de hardware y capacidad de procesamiento, es comúnmente implementada en instrumentos sencillos MIDI (como teclados educativos) y tarjetas de sonido.

La síntesis substractiva aún es utilizada en varios sintetizadores, incluyendo sintetizadores analógicos virtuales.

La síntesis substractiva está basada en la filtración de ondas con gran contenido armónico. Debido a su simplicidad es la base de los primeros sintetizadores como el sintetizador Moog. Los sintetizadores substractivos emplean un modelado acústico simple que asume que un instrumento puede ser aproximado mediante un generador de señal (produciendo ondas de sierra, ondas cuadradas, etc.) seguido de un filtro. La combinación de modulaciones simples (como modulación PWM o la sincronización de osciladores), acompañados de filtros paso-bajos exagerados, son responsables del sonido de los "sintetizadores clásicos" comúnmente asociados con la "síntesis análógica"— un término comúnmente empleado de manera errónea cuando se refiere al sintetizador de software utilizando síntesis substractiva.

La síntesis por modulación de frecuencias tuvo un gran éxito en los primeros sintetizadores digitales.

La síntesis por modulación de frecuencias (también conocida como síntesis FM) es un proceso el cual involucra por lo menos dos generadores de señal (generadores de ondas sinusoidales, comúnmente nombrados como operadores solo en los sintetizadores FM) para crear y modificar una voz. Usualmente, esto se hace a través de la generación de una señal analógica o digital que modula las características tonales o de amplitud de una señal principal. La síntesis FM comenzó con John Chowning, quien patentó la idea y se la vendió a Yamaha. A diferencia de la relación exponencial entre la amplitud, la frecuencia y las múltiples formas de onda en los osciladores clásicos de un voltio por octava, la síntesis creada por Chowning emplea una relación lineal entre el voltaje, la frecuencia y los osciladores de ondas sinusoidales. La forma de onda compleja resultante puede ser compuesta por varias frecuencias y no existe un requerimiento de que éstas compartan una relación armónica. Sintetizadores FM más sofisticados como la serie Yamaha DX-7 pueden tener seis operadores por voz. ICONA algunos sintetizadores con FM incluso pueden tener filtros y diferentes tipos de aplicadores variables para alterar las características de la señal en una voz sónica que puede imitar instrumentos acústicos o crear sonidos únicos. La síntesis FM es especial debido a sus características en la recreación de sonidos percusivos como lo son campanas, timbales u otro tipo de percusiones.
La síntesis mediante distorsión de fase es un método implementado en los sintetizadores Casio CZ. Es similar a la síntesis FM pero evita infringir la patente de Chowning sobre la misma. Puede ser categorizada como síntesis mediante modulación (junto con la síntesis FM) y la síntesis por distorsión junto con la síntesis por modelado de ondas y fórmulas de sumatoria discretas.
La síntesis granular es un tipo de síntesis basado en la manipulación de pequeñas muestras de sonido.
La síntesis mediante modelado físico es la síntesis del sonido utilizando ecuaciones y algoritmos para simular un instrumento real o alguna fuente física de sonido. Esto involucra el modelado de componentes de objetos musicales y crear sistemas que definan dicha acción, filtros, envolventes y otros parámetros a través del tiempo. Varios de ellos pueden ser combinados, por ejemplo el modelado de un violín con las características de una guitarra de acero y la acción del martillo de un piano. Cuando un set de parámetros iniciales es ejecutado a través de una simulación física, el sonido simulado es generado. Sin embargo, el modelado físico no fue un nuevo concepto en la acústica y en la síntesis de sonido hasta el desarrollo del algoritmo Karplus-Strong y el incremento del poder de procesamiento digital de señales a finales de los años ochenta cuyas implementaciones comerciales fueron asequibles. La calidad y la velocidad del modelado físico en las computadoras mejora con mayor poder de procesamiento.

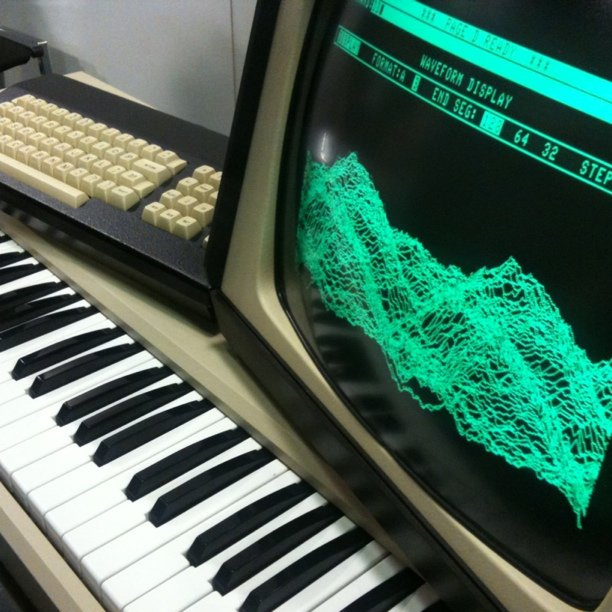
La síntesis mediante muestras de sonido puede ser uno de los métodos más populares hoy en día.

La síntesis mediante muestras de sonido involucra la grabación de un instrumento real como una forma de onda digitalizada y reproducido a diferentes velocidades (tonos) para producir diferentes tonos. Esta técnica hace referencia al "sampling". La mayoría de los samplers designan una parte de la muestra para cada componente de la envolvente ADSR, repitiendo esa sección mientras cambia el volumen acorde a la envolvente. Esto permite a los samplers variar la envolvente mientras se toca la misma nota. Véase también síntesis mediante tabla de ondas y síntesis vectorial.
El análisis/resíntesis es una forma de síntesis que utiliza una serie de filtros o transformadas de Fourier para analizar el contenido armónico de un sonido. Los resultados son utilizados para "resintetizar" el sonido usando una serie de osciladores. El vocoder, la codificación productiva línea y otras formas de síntesis de habla están basadas en el análisis/resíntesis.
Essynth es un modelo matemático para síntesis de sonido interactiva basado en la computación evolutiva y usa operadores genéticos funciones ajustadas para crear el sonido.

### Síntesis imitativa
La síntesis de sonido puede ser usada para imitar fuentes sonoras acústicas. Generalmente, un sonido que no cambia a través del tiempo incluye una frecuencia fundamental o armónica y cualquier número de parciales. La síntesis puede intentar imitar la amplitud y el tono de los parciales de una fuente sonora acústica.
Cuando los sonidos naturales son analizados en el dominio de la frecuencia (como un espectrograma), el espectro de frecuencias de sus sonidos exhibe picos de amplitud en cada serie armónica respecto a una fundamental correspondiente a las propiedades de resonancia de los instrumentos (los picos dentro del espectrograma también son conocidos como formantes). Algunos armónicos pueden tener mayores amplitudes que otros. Los armónicos en relación con su amplitud se conocen como contenido armónico. Un sonido sintetizado requiere una reproducción precisa del sonido original tanto en el dominio de la frecuencia como del tiempo. Un sonido no necesariamente tiene el mismo contenido armónico a través de su duración. Normalmente, los armónicos en frecuencias agudas decaen de manera más rápida en comparación a los armónicos en frecuencias bajas.
En la mayoría de los sintetizadores, para propósitos de re-síntesis, grabaciones de instrumentos reales están integradas con diferentes componentes representando las respuestas acústicas de diferentes partes del instrumento, los sonidos reproducídos por el instrumento durante las diferentes partes de la presentación o el comportamiento del instrumento bajo diferentes condiciones de ejecución (tono, intensidad, rasgueo, etc.).

## Componentes
- Royalty Free Music: Funk – incompetech (mp3d). Kevin MacLeod (incompetech.com).

Los sintetizadores generan sonido a través de técnicas analógicas y digitales. Los primeros sintetizadores poseían un hardware analógico pero los sintetizadores modernos utilizan una combinación de software para procesamiento digital de señales y hardware o solamente software. Los sintetizadores digitales comúnmente emulan los diseños clásicos de sintetizadores analógicos. El sonido es controlable mediante un operador a través de circuitos o etapas virtuales como:
- Osciladores electrónicos – crean sonidos con un timbre que dependen de la forma de onda generada. Voltage-controlled oscillators (VCO) Y osciladores digitales pueden ser implementados. Los sonidos resultantes de la síntesis aditiva armónica de ondas sinusoidales puras, tienen relación hasta cierto punto con los órganos, mientras que la síntesis por "modulación de frecuencia" y la "distorsión mediante fase" usan un oscilador para modular otro. La síntesis substractiva depende de infiltrar un oscilador con gran contenido armónico. La síntesis mediante muestras de sonido y la síntesis granular utilizan uno o más sonidos grabados en lugar de un oscilador.
- Voltage-controlled filter (VCF) – "moldean" el sonido generado por los osciladores en el dominio de la frecuencia, usualmente bajo el control de una envolvente o un LFO. Estos son esenciales para la síntesis substractiva.
- Voltage-controlled amplifier (VCA) – después de que la señal es generada por uno (o varios) VCOs, ha sido modificada por los filtros, LFOs, su forma de onda y ha sido modelada a través de un generador ADSR de envolventes, pasa por uno o más amplificadores controlados por voltaje (VCA). Un VCA es un preamplificador que incrementa la energía de la señal electrónica antes de llegar a un amplificador integrado o externo, controlando la amplitud (volumen) usando un atenuador. La ganancia de un VCA se ve afectado por un control de voltaje (CV) que proviene de un generador de envolventes, un LFO, el teclado o cualquier otra fuente.[66]
- Envolventes ADSR - proveen una modulación envolvente a la forma del volumen o el contenido armónico de la nota producida en el dominio del tiempo con los parámetros attack (ataque), decay (decaimiento), sustain y release. Estos son usados en la mayoría de la síntesis. El control ADSR es producido por "generadores de envolventes".
- Low frequency oscillator (LFO) – es un oscilador con frecuencia ajustable que puede ser usado para modular el sonido de manera rítmica, por ejemplo para crear un tremolo o vibrato o controlar la frecuencia en la que un filtro afecta la señal. Los LFO son usados en varios de los tipos de síntesis.
- Otros otros procesadores de efectos como modulación en anillo pueden ser encontrados.

### Filtro
Los filtros electrónicos son particularmente importantes en la síntesis substractiva siendo diseñados para filtrar regiones de frecuencias mientras otras se encuentran atenuadas (sustraídas). El filtro paso bajo es comúnmente usado pero la filtración por bandas y los filtros paso alto algunas veces se encuentran disponibles.
El filtro puede ser controlado por una segunda envolvente ADSR. Un parámetro de "modulación de envolvente" en varios sintetizadores que incluyen envolventes con filtros determina qué tanto la envolvente afecta al filtro. Si no son utilizados, el filtro produce un sonido pleno sin ninguna envolvente. Cuando la envolvente está encendida se vuelve más notoria, expandiendo el rango mínimo y máximo del filtro.

### Envolvente ADSR
|     |    | Attack | Decay | Sustain | Release |  |
| Key | on |        |       |         | off     |  |
| Key | on |        |       |         | off     |  |

Diagrama de una envolvente ADSR

Una envolvente ADSR invertida

Cuando un instrumento musical acústico produce un sonido, el volumen y el contenido espectral de dicho sonido cambia a través del tiempo de maneras que varían de instrumento a instrumento. El "attack" (ataque) y "decay" (decaimiento) de un sonido tienen un gran efecto sobre las cualidades sonoras de un instrumento. Las técnicas de síntesis de sonido comúnmente emplean un "generador de envolventes" que controla los parámetros del sonido en diferentes puntos de su duración. Se la emplea en la llamada envolvente ADSR (Attack Decay Sustain Release), la cual puede ser aplicada al control de la amplitud, como filtro de frecuencias, etc. La envolvente puede ser un circuito discreto o un módulo que está implementado en un software. El comportamiento de una envolvente de ADSR está especificado a través de cuatro parámetros:
- Attack time (tiempo de ataque): es el tiempo que le toma ir de un valor inicial a un valor pico. Comienza cuando la tecla es presionada.
- Decay time (tiempo de decaimiento): es el tiempo, posterior al ataque, que le toma llegar a un nivel determinado de sustain.
- Sustain level (tiempo de sostenimiento): es el nivel que mantiene la secuencia del sonido durante el tiempo que dure el mismo hasta que la tecla se deja de presionar.
- Release time (tiempo de liberación): es el tiempo que le toma decaer al sonido, después del sustain, a un nivel igual a cero después de que la tecla se dejó de presionar.

Una de las primeras implementaciones del ADSR se encuentra en el órgano Hammond Novachord en 1938 (el cual antecede al sintetizador moog por 25 años). Una perilla de siete posiciones controla el parámetro ADS para las 72 notas y un pedal controla el tiempo de release. La noción del ADSR fue especificada por Vladimir Ussachevsky (en ese entonces director del Columbia-Princeton Electronic Music Center) en 1965 mientras se sugerían mejoras para el trabajo de Bob Moog en los sintetizadores, sin embargo, las notaciones de este parámetro fueron (T1, T2, Esus, T3) y posteriormente fueron simplificadas a la forma actual (Attack time, Decay time, Sustain level, Release time) por ARP Instruments.
Algunos instrumentos electrónicos permiten que la envolvente de ADSR sea invertida, dando como resultado un comportamiento opuesto al de la envolvente ADSR normal. Durante la fase de ataque, el parámetro de modulación del sonido va de un valor máximo de amplitud a cero y durante la fase de decaimiento incrementa a un valor especificado por el parámetro de sustain. Después de que la tecla tocada, ha sido liberada, el parámetro de sonido incrementa desde la amplitud del sustain hasta un amplitud máxima.
Una variación común del ADSR en algunos sintetizadores, como el Korg MS-20, fue el ADSHR (attack, decay, sustain, hold, release). Agregando el parámetro "hold", el sistema permite que las notas se mantengan a un nivel de sustain por un período de tiempo determinado antes de decaer. El circuito integrado General Instruments AY-3-8912 incluía un parámetro de "hold"; el nivel de sustain no era programable. Otra variación común es la envolvente AHDSR (attack, hold, decay, sustain, release), en la cual el parámetro "hold" controla qué tanto la envolvente estará en un volumen máximo antes de llegar a la fase de decaimiento. Parámetros de attack, decay y release múltiples pueden ser encontrados en modelos más sofisticados.
Algunos sintetizadores permiten un parámetro de delay antes del attack, sintetizadores modernos como el Prophet '08 de Dave Smith Instruments tienen envolventes DADSR delay, attack, decay, sustain, release). El parámetro de delay determina duración del silencio al momento tocar una nota y con su ataque. Algunos sintetizadores de software como el 3xOSC de Image-Line (incluida en su DAW FL Studio) tienen envolventes DAHDSR (delay, attack, hold, decay, sustain, release).

### LFO
Un low-frequency oscillation (LFO) genera una señal eléctrica, usualmente por debajo de los 20 Hz. Las señales LFO crean una señal de control periódico o barrido, comúnmente usado para vibrato, tremolo y otros efectos. En ciertos géneros de música distónica, la señal LFO puede controlar el corte de frecuencia de un VCF para recrear un sonido wah-wah rítmico o un wobble bass en el dubstep.

## Patch
El "patch" (bahía de parcheo) de un sintetizador (algunos fabricantes utilizan el término programa) es una configuración del sonido. Los sintetizadores Moog utilizan cables ("patch cords") para conectar los diferentes módulos de sonido. Debido a que estas máquinas no tenían una memoria para guardar las configuraciones, los músicos anotaban las localizaciones de los cables conectados y las posiciones de las perillas en una hoja (la cual usualmente mostraba un diagrama del sintetizador). Desde entonces, cualquier configuración de cualquier tipo de sintetizador se le conoce como patch.
A finales de los años setenta, una memoria de patch (permitiendo guardar y cargar los "patch" o "programas") comenzó a aparecer en los sintetizadores como Oberheim Four-voice (1975/1976), Model 700 Programmer (1977) de Sequential Circuits y Prophet-5 (1977/1978). Después de que el MIDI fuera introducido en 1983, surgieron más sintetizadores que podían importar o exportar patches a través de los comandos MIDI SYSEX. Cuando el patch de un sintetizador es cargado en una computadora que tiene software de edición del patch instalado, el usuario puede modificar los parámetros del patch y descargarlos nuevamente al sintetizador. Debido a que no existe un lenguaje estándar de los patch es raro que el patch generado con un sintetizador pueda funcionar en otro diferente modelo. Sin embargo, algunos fabricantes han diseñado una familia de sintetizadores que son compatibles.

## Interfaces de control
Lo sintetizadores modernos usualmente tienen una apariencia de pianos pequeños, algunos con perillas y botones adicionales. Estos son controles integrados, donde la electrónica para la síntesis de sonido está integrada dentro del mismo controlador. Sin embargo, varios de los primeros sintetizadores eran modulares y carecían de teclado a diferencia de los sintetizadores modernos que pueden ser controlados a través de MIDI, permitiendo otros tipos de ejecución como:
- Fingerboards (controladores de listón) y touchpads
- Instrumentos electrónicos de viento
- Interfaces con estilo de guitarra
- Drum pads
- Secuenciadores
- Interfaces sin contacto como theremines
- Interfaces tangibles como la Reactable, AudioCubes
- Varios dispositivos auxiliares de entrada como: perillas para pitch y modulación, pedales de expresión y sustain, controles de respiración y detectores de luz, etc.

### Fingerboard

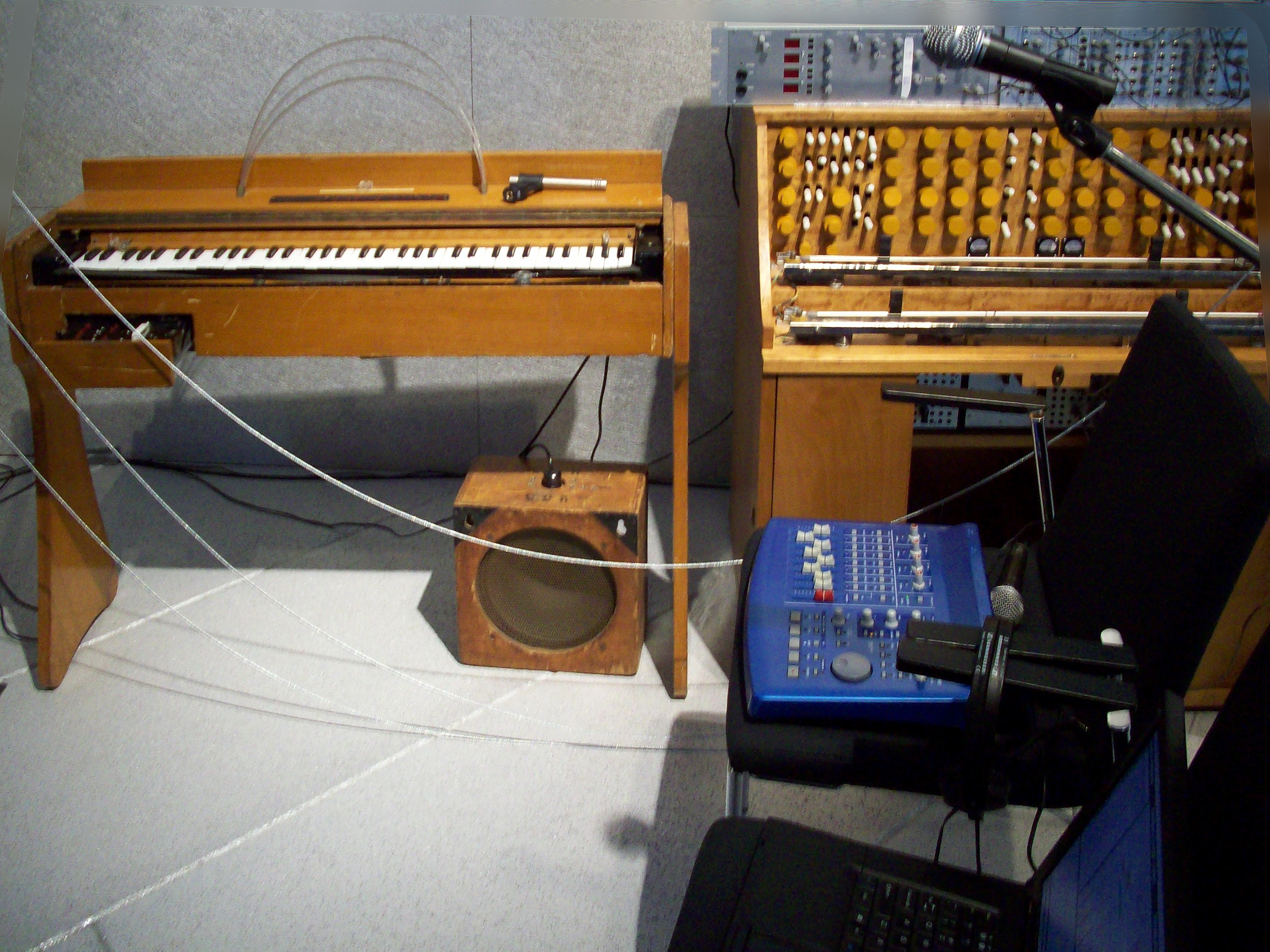
Izquierda: Ondes Martenot (6G en 1960)
Derecha: Mixture Trautonium (réplica de 1952)

Un controlador de listón o cualquier interface parecida al violín puede ser usada para controlar los parámetros de un sintetizador. La idea surge del concepto de Léon Theremin en 1992, su Fingerboard Theremin y el teclado Theremin, Ondes Martenot (1928) de Maurice Martenot (un anillo de metal que se desliza), Trautonium (1929) de Friedrich Trautwein (táctil) y después fue utilizado por Robert Moog.
El controlador de listón tiene partes que se mueven, en lugar de eso, un dedo presiona el listón y se mueve a través de él creando un contacto eléctrico en algún punto de la delegada y flexible banda cuyo potencial eléctrico varía de punta a punta. Los antiguos fingerboards usaban un largo cable que presionaba una placa con cierta resistencia. Un controlador de listón es similar a un touchpad, pero el controlador de listón solo registra el movimiento lineal. Aunque puede ser utilizado para operar cualquier parámetro que se vea afectado por el control de voltaje, un controlador de listón es comúnmente asociado con el pitch bending.
Algunos instrumentos que se controlan con Fingerboard son el Trautonium (1929), el Hellertion (1929), el Heliophon (1936), el Electro-Theremin (Tannerin, finales de los cincuenta), Persefono (2004), y el Swarmatron (2004).
Un controlador de listón es usado de manera adicional como un controlador en el Yamaha CS-80 y el CS-60, el Korg Prophecy y la serie Korg Trinity, los sintetizadores Kurzweil, el sintetizador Moog, entre otros.
El músico de rock Keith Emerson solo el sintetizador modular Moog desde 1970. A finales de los años ochenta, los teclados en el laboratorio de síntesis de Berklee College of Music estaban equipados con controladores de listón formados por una membrana delgada que generaba valores MIDI. Funcionaban como controladores MIDI, con su lenguaje de programación impreso en la superficie, como herramientas de ejecución o expresión. Diseñados por Jeff Tripp of Perfect Fretworks Co. eran conocidos como Tripp Strips. Dichos controladores de listón serían como un controlador principal de MIDI en lugar del teclado como un Continuum.

### Controladores mediante aliento
Los instrumentos electrónicos de viento (y los sintetizadores de viento) sondeando actividad para los ejecutantes de alientos, debido a que están diseñados para evitar instrumentos de viento. Usualmente pueden ser analógicos o controladores MIDI y en algunas ocasiones pueden incluir sus propios módulos de sonido (sintetizadores). Además de seguir arreglos y pulsaciones, los controladores tienen transductores que detectan cambios de presión a través del aliento, sensores de velocidad y de mordida. Algunos controladores parecidos al saxofón incluyen el Lyricon y productos de Yamaha, Akai, Casio. Las piezas van desde clarinetes a saxofones. El Eigenharp, un controlador similar al fagot, fue lanzado por Eigenlabs en 2009. Controladores parecidos a la melódica incluyen a la Martinetta (1975), el Variophon (1980), el Variophon (1980), y el Korg Pepe creado por Joseph Zawinul. Una interface parecida a la armónica fue el Millionizer 2000 (1983).
Entre los controladores similares a las trompetas podemos encontrar productos de Steiner/Crumar/Akai y Yamaha. Controladores de aliento también pueden ser empleados para controlar así señores convencionales, por ejemplo Crumar Steiner Masters Touch, Yamaha Breath Controller and compatible products. Yamaha Breath Controller y productos compatibles.
Controladores de acordeón usan los cambios de presión en los transductores para articular.

### Otros
Se puede mencionar otros controladores como: el Theremin, los botones (touche d’intensité en el Ondes Martenot y varios tipos de pedaleros. Sistemas basados en envolventes, siendo el más sofisticado el vocoder, son controlados por la energía o la amplitud de una señal de audio. El Talk box permite al sonido ser manipulado utilizando una voz, aunque es raro que sea categorizado como un sintetizador.

### Control MIDI
Los sintetizadores se volvieron fáciles de integrar y sincronizar con otros instrumentos electrónicos y controlados con la introducción del Musical Instrument Digital Interface (MIDI) en 1983. Propuesto por primera vez en 1981 por el ingeniero Dave Smith de Sequential Circuits, el estándar MIDI fue desarrollado por un consorcio ahora conocido como MIDI Manufacturers Association. MIDI es una interface serial optoacoplada y un protocolo de comunicaciones. Permite la transmisión de información de un dispositivo o instrumento a otro en tiempo real. Esta información incluye eventos, comandos para la selección de ajustes predefinidos de instrumentos (por ejemplo sonidos, programas o patches previamente guardados en la memoria del instrumento), el control de parámetros de ejecución como el volumen y niveles de efectos, así como la sincronización, el control del transporte y otros tipos de datos. Las interfaces MIDI hoy en día son ubicuas en el equipo musical y son disponibles comúnmente en computadoras personales (PC's).
El estándar software General MIDI (GM) fue concebido en 1991 para servir como un camino consistente para describir un set de más de 200 sonidos (incluyendo percusiones) disponibles en las PC para playback o partituras musicales. Por primera vez, un preset MIDI dado consistente en un sonido instrumental específico en cualquier dispositivo GM compatible. El formato Archivo MIDI Estándar (SMF) (extensión .mid) combinado con los eventos MIDI con tiempos delta - una forma de marcar el tiempo- se convirtió en una forma popular estándar para compartir partituras musicales entre computadoras- En el caso de la reproducción de SMF usando los sintetizadores integrados (como las computadoras o celulares), el componente de hardware del diseño de la interface MIDI es frecuentemente innecesario.
OpenSound Control (OSC) es otra especificación de datos musicales diseñada para su uso en línea. En contraste con el MIDI, el OSC permite a cientos de sintetizadores o computadoras compartir música.

## Roles típicos

### Synth lead
En la música popular, un synth lead es generalmente usado para tocar la melodía principal de una canción, pero también es utilizado para crear efectos ritmos o de bajo. Aunque se puede escuchar comúnmente en la música dance, los synth leads han sido utilizados extensivamente en el hip-hop desde los ochenta y en canciones de rock de los setenta. La mayoría de la música moderna emplea los synth leads en los hooks de las canciones para provocar en el escuchante mayor interés a través de la canción.

### Synth pad
Un synth pad es un acorde sostenido o un tono generado por un sintetizador, comúnmente es empleado para crear una armonía de fondo o una atmósfera de la misma manera en la que una sección de cuerdas es comúnmente usada en la música acústica. Normalmente un synth pad toca varios tonos o semitonos, algunas veces la misma nota de la voz principal o la frase musical completa. Comúnmente los sonidos para los synth pads tienen un timbre parecido a los órganos, cuerdas o voces. En gran parte de la música popular de los ochenta se emplearon los synth pads, siendo el inicio de los sintetizadores polifónicos, así como nuevos estilos de smooth jazz y música new age. Una de las canciones más conocidas de la época que incorporaba un synth pad es "West End Girls" por Pet Shop Boys, conocidos por ser usuarios de la técnica.
La característica principal de un synth pad es su largo ataque y tiempo de decaimiento con sustains extendidos. En algunos casos la modulación por ancho de pulsos (PWM) usando un oscilador de ondas cuadradas puede ser utilizado para dar un efecto de sonido "vibrante".

### Synth bass
El "sintetizador de bajos" (o "bajo sintetizado") es utilizado para crear sonidos en el rango del bajo a partir de simulaciones de un bajo eléctrico o contrabajo a sonidos distorsionados, generados y combinados con diferentes frecuencias. Los patch de bajo sintetizado pueden incorporar un rango de sonidos y tonos que incluyen el estilo de la síntesis mediante tablas de ondas y análoga, sonidos generados a partir de frecuencia modulada, efectos de delay, efectos de distorsión o filtros con envolventes. Los sintetizadores digitales modernos emplean un microprocesador con un sintetizador de frecuencias para generar señales de diferentes frecuencias. Mientras que la mayoría de los sintetizadores de bajos son controlados por teclados electrónicos o pedales, algunos ejecutantes deciden emplear bajos eléctricos con una interface MIDI para activar el sintetizador de bajos.
Durante finales de los años setenta versiones miniaturizadas de componentes de estado sólido permitieron que los instrumentos comenzaran a ser portátiles como el Moog Taurus, un teclado de 13 notas que podía ser tocado con los pies. El Moog Taurus fue utilizado en presentaciones en vivo dentro de los géneros pop, rock y blues. Uno de los primeros usos de los sintetizadores de bajos puede ser escuchado en álbum solista de John Entwistle (bajista de The Who) titulado Whistle Rymes (1972). Mike Rutherford bajista de la banda Genesis utilizó un "Mister Bassman" para la grabación del álbum Nursery Cryme en agosto de 1971. Stevie Wonder introdujo los sintetizadores de bajos a una mayor audiencia a principios de los años setenta, de manera más notable con "Superstition" (1972) y "Boogie On Reggae Woman" (1974). En 1977 la banda de funk Parliament con la canción Flash Light utilizó un sintetizador de bajos. Lou Reed, considerado como un pionero de las texturas generadas por la guitarra eléctrica, utilizó un sintetizador de bajos en la canción "Families" (1979) de su álbum The Bells.
Cuando los secuenciadores estuvieron disponibles en los ochenta (como el Synclavier), los sintetizadores de bajos solían ser usados para crear líneas de bajo con ritmos sincopados y complejos y rápidas. Los patches de los sintetizadores de bajos incorporaron un rango de sonidos y tonos, incluyendo la síntesis mediante tabla de ondas y análógica, sonidos generados a partir de frecuencia modulada, efectos de delay, efectos de distorsión o filtros con envolventes. Una influencia particular del sintetizador de bajos fue el Roland TB-303 seguido del Firstman SQ-01. Lanzado a finales de 1981, incluía un secuenciador y posteriormente estaría asociado a la música acid house. Este método adquirió popularidad después de que Phuture lo utilizó en el sencillo "Acid Tracks" en 1987.
Durante los 2000, varios fabricantes como BOSS y Akai produjeron pedales de efectos de sintetizadores de bajo para bajos eléctricos, los cuales simulaban el sonidos de un sintetizador de bajos analógico o digital. Con estos dispositivos, un bajista podía utilizar el sintetizador para generar nuevos sonidos. El BOSS SYB-3 fue uno de los primeros pedales que emulaban un sintetizador de bajos analógicos a través del procesamiento digital de señal de una onda dientes de sierra, cuadratura o de pulso además de un filtro ajustable. El pedal sintetizador de bajos Akai utiliza cuatro osciladores con parámetros de (attack, decay, envelope depth, dynamics, cutoff y resonance). Los software de sintetizador de bajos permiten utilizar MIDI para integrar los sonidos del bajo con otros sintetizadores o cajas de ritmo. Los sintetizadores de bajo usualmente incluyen samples de bajos de los setenta y ochenta. Algunos sintetizadores están construidos como pedaleros.

### Arpegiador
Un arpegiador es una característica disponible en varios sintetizadores que automáticamente reproduce tonos en una secuencia determinada a partir de un acorde y por ende genera un acorde. Las notas normalmente pueden ser transmitidas a través de un secuenciador MIDI para su grabación y posterior edición. Un arpegiador puede tener controles para la velocidad, el rango y el orden en el que se reproducen las notas; ascendente, descendente o en un orden aleatorio. Arpegiadores más avanzados permiten al usuario reproducir secuencias complejas pre-programadas de notas o tocar varios arpegios a la vez. Algunos permiten mantener un patrón después de haber presionado las teclas: de esta manera, la secuencia del arpegio puede desarrollarse a través de tiempo presionando diferentes teclas, una después de otra. Los arregladores también son comúnmente encontrados secuenciadores de software. Algunos arpegiadores/secuenciadores tienen funciones expandidas como un secuenciador de frases, el cual permite al usuario disparar múltiples y complejos conjuntos de información secuenciada desde un teclado o un dispositivo de entrada, normalmente sincronizados al tiempo de un reloj maestro.
Los arregladores han crecido desde los sistemas de acompañamiento de los órganos eléctricos a mediados de los sesenta y setenta, y posiblemente secuenciadores de hardware a mediados de los sesenta, como el secuanciador analógico de 8/16 pasos en los sintetizadores modulares (la serie Buchla 100 (1964/1966)). También fueron adaptados a instrumentos de teclado a finales de los setenta y principios de los ochenta. Ejemplos los podemos encontrar en el RMI Harmonic Synthesizer (1974), Roland Jupiter 8, Oberheim OB-8, Roland SH-101, Sequential Circuits Six-Trak y Korg Polysix. Un famoso ejemplo puede ser escuchado en la canción Rio de Duran Duran, en la cual el arpegiador de un Roland Jupiter-4 se escucha tocando un acorde de Do menor en modo aleatorio. Su fama disminuyó a finales de los ochenta y principios de los noventa y estuvieron ausentes en los sintetizadores más populares de la época, pero el resurgimiento de los sintetizadores analógicos durante los noventa y el uso de arpegios rápidos en varias canciones de dance, los trajo de vuelta.

## Lectura adicional
- Gorges, Peter (2005). Programming Synthesizers. Germany, Bremen: Wizoobooks. ISBN 978-3-934903-48-7.
- Schmitz, Reinhard (2005). Analog Synthesis. Germany, Bremen: Wizoobooks. ISBN 978-3-934903-01-2.
- Shapiro, Peter (2000). Modulations: A History of Electronic Music: Throbbing Words on Sound. ISBN 1-891024-06-X.